# Надукнари

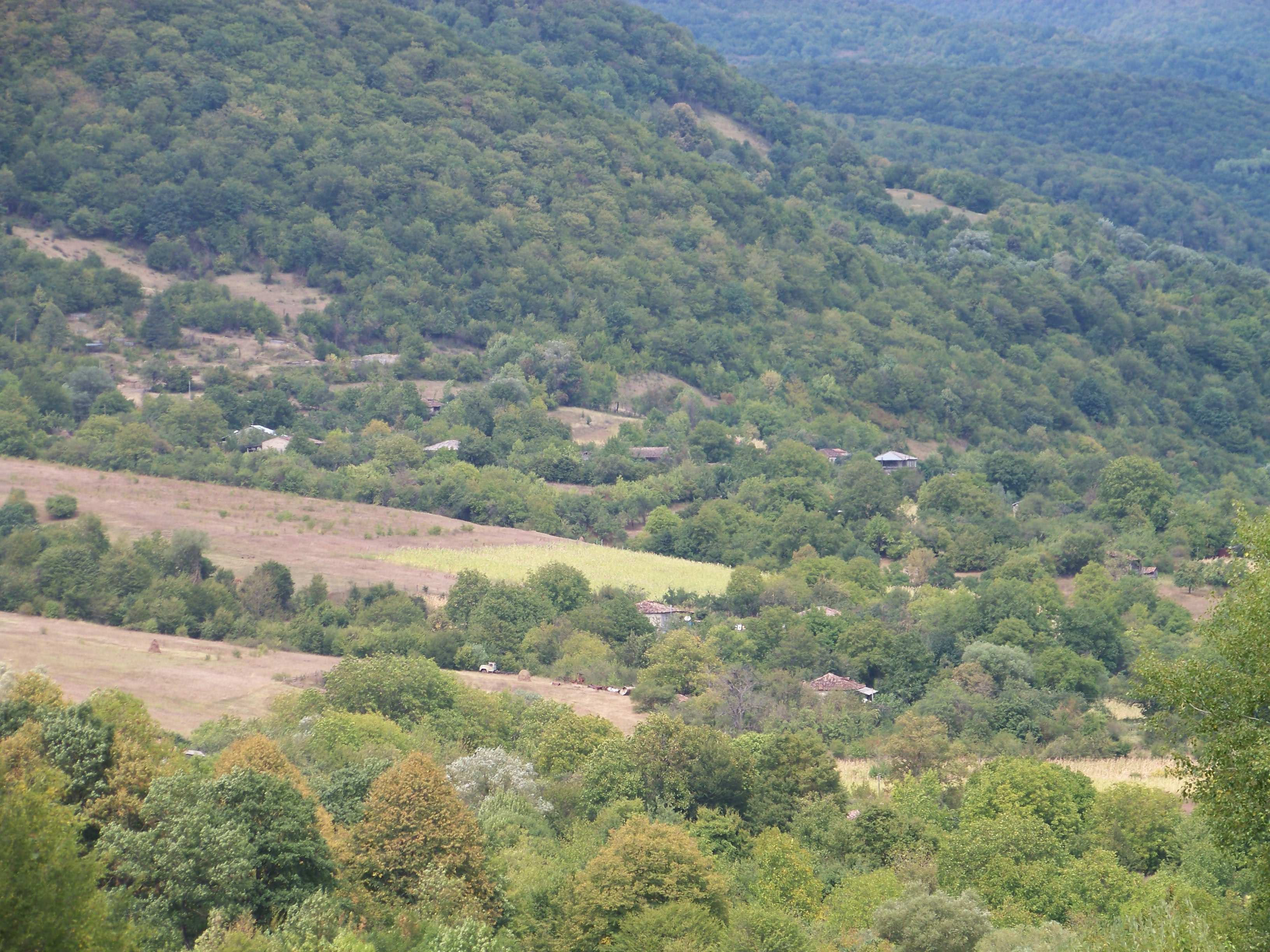

Надукнари (груз. ნადუქნარი) — село в Грузии. Находится в Ахметском муниципалитете края Кахетия. Расположено на берегу реки Илто в 7 км к западу от города Ахмета.
Высота над уровнем моря составляет 680 метров. Население — 12 человек (2014).
В советское время село Надукнари входило в Ахметский поселковый совет Ахметского района.